# Sharon (Carolina del Sud)
Sharon è un comune degli Stati Uniti d'America, situato in Carolina del Sud, nella Contea di York.